# Перемежне
Перемежне (біл. вёска Перемэжнае) — село в складі Смолевицького району Мінської області, Білорусь. Село підпорядковане Жодинській сільській раді, розташоване в центральній частині області.